# Isten hozzád!
Az Isten hozzád! (I Guess This is Goodbye) a Született feleségek (Desperate Housewives) című amerikai filmsorozat százharmincnegyedik epizódja. Az Amerikai Egyesült Államokban először az ABC (American Broadcasting Company) adó vetítette 2010. május 16-án.

## Mellékszereplők
- Daniella Baltodano - Celia Solis
- John Barrowman - Patrick Logan
- Orson Bean - Roy Bender
- Max Carver - Preston Scavo
- Marsha Clark - Lorna nővér
- Patty McCormack - Teresa Pruitt
- Zane Huett - a fiatal Parker Scavo
- Brent Kinsman - a fiatal Preston Scavo
- Shane Kinsman - a fiatal Porter Scavo
- Mark Moses - Paul Young
- Samuel Page - Sam Allen
- Shawn Pyfrom - Andrew Van de Kamp
- Kevin Rahm - Lee McDermott
- Scott Rinker - Timothy atya
- Diane Robin - Ms. Felman
- Mindy Sterling - Mitzi Kinsky
- Josh Zuckerman - Eddie Orlofsky

## Az epizód cselekménye
Miközben Eddie fogvatartja Lynette-t, a nőnél megindul a szülés. Eddie segítséget nyújt neki, s a baba egészségesen világra jön, majd a fiú Lynette rábeszélésére végül úgy dönt, hogy feladja magát a rendőrségen. Susan és Mike eladják mindenüket, ami az új lakásukba nem fér be, míg Susan végre képes kiadni magából a dühét. Eközben Gaby megpróbál segíteni Angie-nek és Danny-nek. Bree pedig a zsarolás hatására átruházza Samre az egész vállalkozását, amely miatt Orsonnal csúnyán összevesznek...

## Mary Alice epizódzáró monológja
- A narrátor, Mary Alice monológja az epizód végén így hangzik (a magyar változat alapján):

"Ahogy elhaladtak, Susan végigtekintett az utcán, amit olyan nagyon szeretett. Az utcán, ahol szülők nevelhették a gyerekeiket, ahol nyugdíjasok élvezhették az aranyéveket, ahol jóbarátok megoszthattak szörnyű titkokat. Igen, Susan végignézett ezen az utcán és megfogadta, hogy visszatér, de miközben így tett nem vette észre a kocsit, ami elhajtott mellette, a kocsit, amelynek utasa a Lila Akác köz legújabb lakója volt."

## Érdekességek
- Ez az utolsó epizód a hatodik évadban. Ezután több hónapos szünet jön Magyarországon, és 2011 tavaszán kezdődik a hetedik évad.
- Ebben a részben visszatér Paul Young, akit utoljára a 3. évadban láthattunk, és a következő évadban végig szerepelni fog.
- Susan elköltözik a Lila Akác közből, házát Paul Young béreli ki.
- Bree elveszíti vállalkozását.
- Ez Angie Bolen, Nick Bolen, Danny Bolen, Eddie Orlofsky és Patrick Logan utolsó epizódja.
- Ebben a részben újra látható Brent Kinsman, Shane Kinsman és Zane Huett egy visszaemlékezésben, akik Lynette gyerekeit játszották a sorozat első felében.
- Az epizód végére gyökeres változás történik mind a 4 főszereplő életében.

## Epizódcímek más nyelveken
- Angol: I Guess This is Goodbye (Gondolom, itt a búcsú ideje)
- Francia: L'adieu aux larmes (A könnyes búcsú)
- Olasz: Meglio salutarci qui (Jobb most elköszönnünk)
- Német: Die Bombe (A bomba)
- Makedón: Претпоставувам дека ова е крај (Gondolom, itt a búcsú ideje)
- Arab: اعتقد أن هذا هو الوداع (Gondolom, itt a búcsú ideje)